# Sidney Swann
Sidney Ernest Swann (Sulby, 24 giugno 1890 – Minehead, 19 settembre 1976) è stato un canottiere britannico.

## Palmarès

### Olimpiadi
- 2 medaglie:
  - 1 oro (Stoccolma 1912 nell'otto)
  - 1 argento (Anversa 1920 nell'otto)